# 梅纳克
梅纳克（法語：Mesnac，法語發音：[menak]）是法国夏朗德省的一个市镇，属于干邑区。

## 地理
梅纳克（45°46'37"N, 0°20'36"W）面积6.51 平方千米，位于法国新阿基坦大区夏朗德省，该省份为法国西部内陆省份，北起德塞夫勒省和维埃纳省，东临上维埃纳省，东南至多尔多涅省，南至多爾多涅省，西接滨海夏朗德省。
与梅纳克接壤的市镇（或旧市镇、城区）包括：蒙斯、勒瑟尔、瓦勒德干邑。

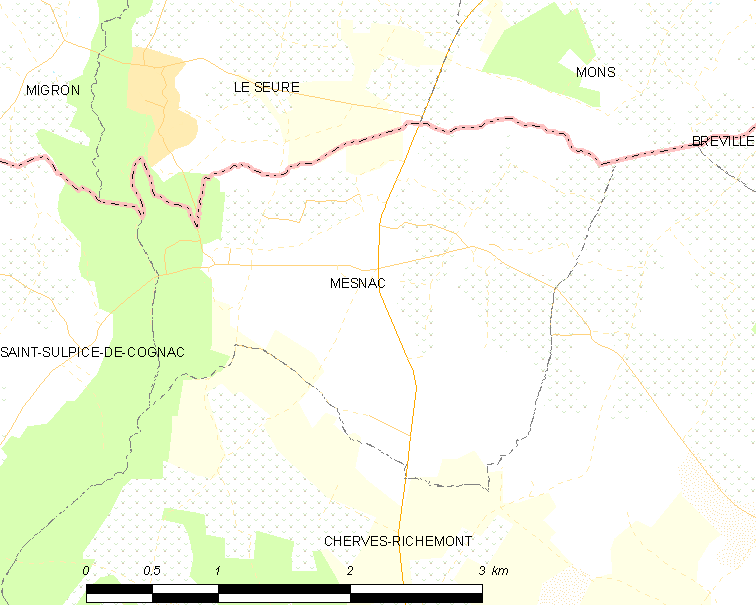
梅纳克的OSM定位图

梅纳克的时区为UTC+01:00、UTC+02:00（夏令时）。

## 行政
梅纳克的邮政编码为16370，INSEE市镇编码为16218。

## 政治
梅纳克所属的省级选区为干邑第一县。

## 人口

1962-2008年间梅纳克人口变化图示

梅纳克于2022年1月1日时的人口数量为408人。